# サザン・エア
サザン・エア（英語：Southern Air）は、アメリカ合衆国ケンタッキー州フローレンスに本社を置いていた貨物航空会社。アトラスエア・ワールドワイド・ホールディングスの子会社の1つである。

## 歴史
サザン・エアは、1999年3月5日にサザン・エア・トランスポートの資産から設立された。1999年11月より本格的に運航を開始。
2007年9月7日、オーク・ヒル・キャピタル・パートナーズは、サザン・エアの過半数の所有権を獲得し、カーゴ360を吸収した。これによってサザン・エアは700人もの従業員を確保するまでに急成長した。
2010年初頭に、サザン・エアはボーイング777Fを2機導入。同社は、この777Fの航空機リースを、世界で初めて行なった航空会社でもある。
2011年になると、同社はドイツのDHLアビエーションと契約を結んだ。777Fを運航することで、シンシナティ、バーレーン、香港、アンカレッジなどをハブとした。こうすれば、DHLの夜間宅配サービスを増強することにもなるためである。実際、DHLが顧客に提供する、パッケージの配送オプションを増加させた。
同年、サザン・エアはそれまで保有していた、ボーイング747-200F、747-300F、747-400BDSFなどの機材を順次退役させていった。
2012年9月28日、同社はアメリカの裁判所に破産保護を申請し、翌年初頭に破産から脱却。
2014年になると、ボーイング737-400の旅客型を貨物型へと改修した機体を5機導入した。
2016年4月7日、親会社のアトラスエア・ワールドワイド・ホールディングスは、サザン・エアを1億1,000万ドル（全額現金）で購入。この取引には、ワールドワイド・エア・ロジスティクス・グループなども含まれた。
2017年、アトラスエア・ワールドワイド・ホールディングスは、フロリダ・ウェスト・インターナショナル・エアウェイズを閉鎖し、営業許可証もキャンセルした。
2021年、アトラス航空との統合、事業移転を完了。
なお、現在は大韓航空、マレーシア航空カーゴ、エチオピア航空、サウディア、ASL航空ベルギー、UPS航空、センチュリオン・エアカーゴ、アメリカ国防総省などチャーター便を契約して運航している。

## 運航機材
| 機種名               | 運航機数 | 備考                      |
| -------------------- | -------- | ------------------------- |
| ボーイング737-400SF  | 6機      | DHLアビエーション用の機材 |
| ボーイング737-800BCF | 5機      | アマゾン・エア用の機材    |
| ボーイング777F       | 9機      | DHLアビエーション用の機材 |

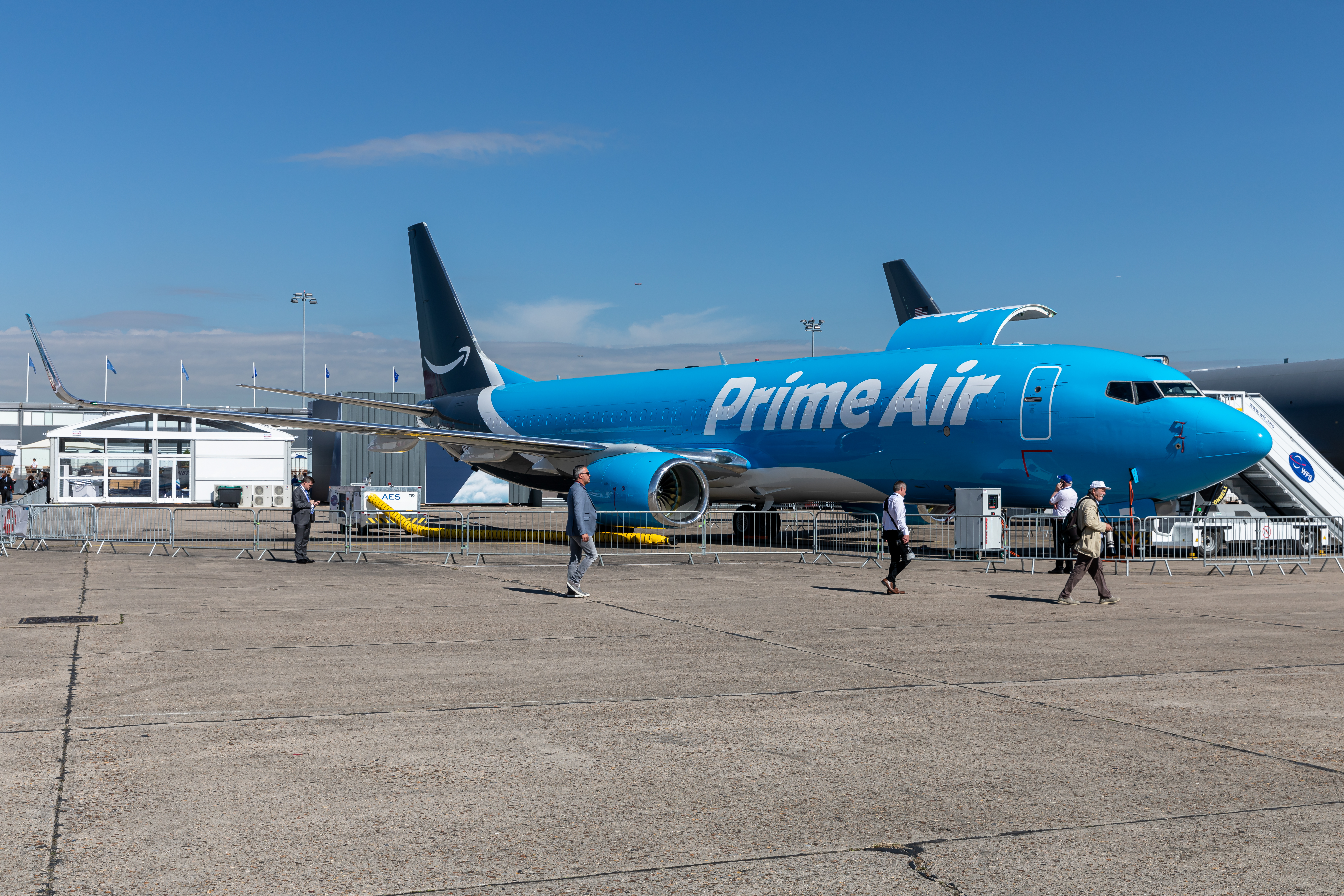
ボーイング737-800BCF
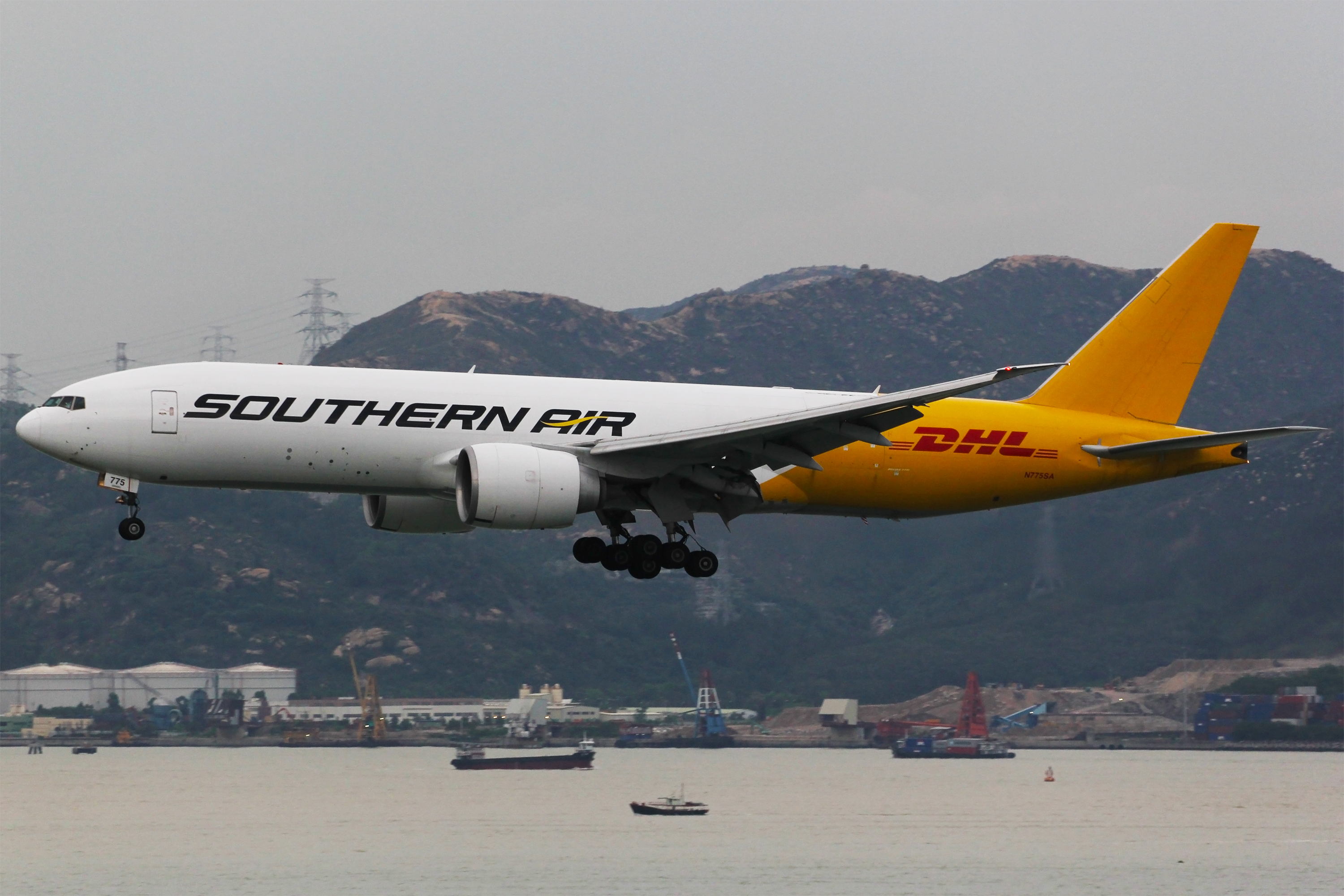
ボーイング777F
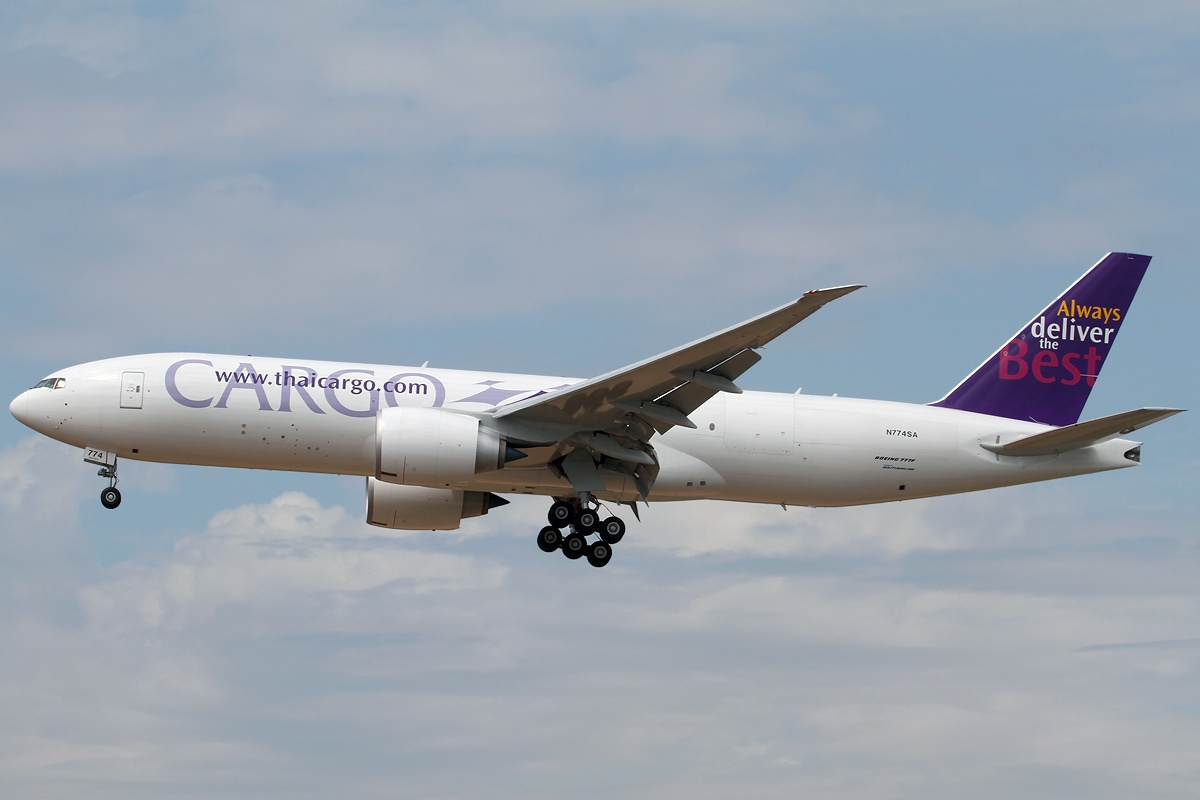
ボーイング777F（リース）

## 退役機材

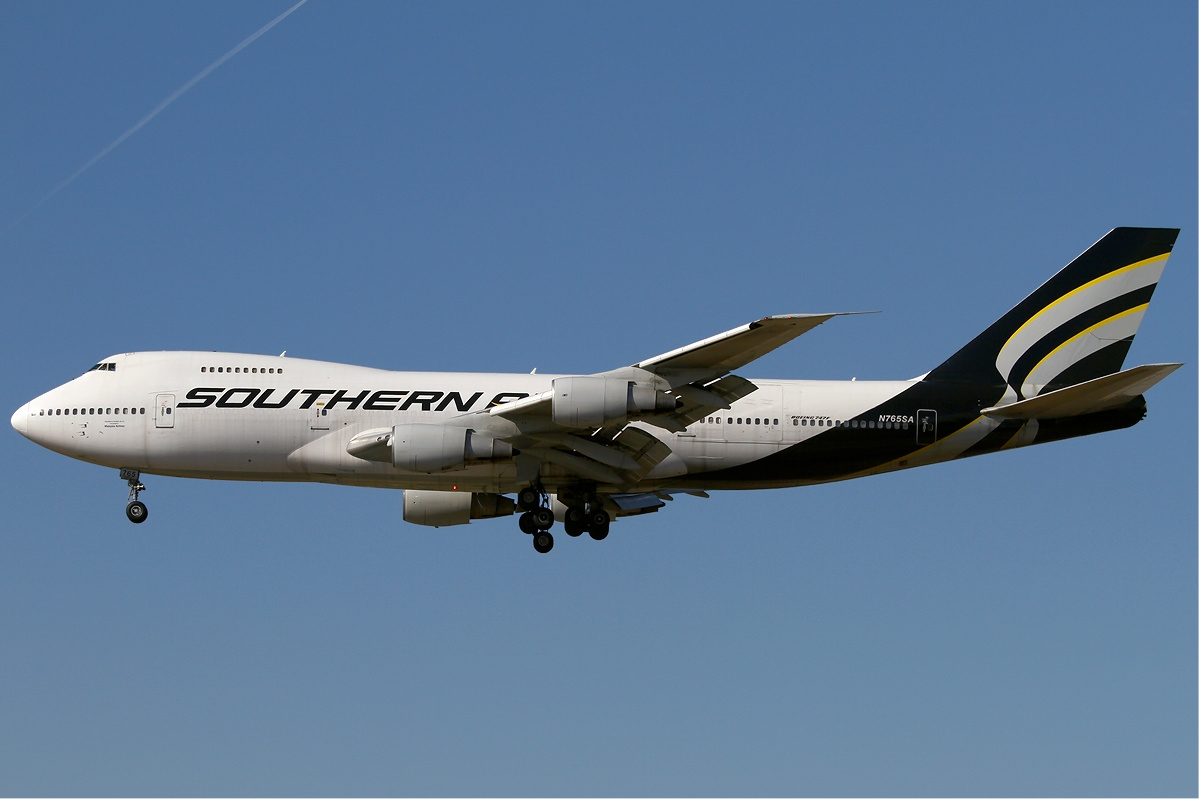
ボーイング747-200
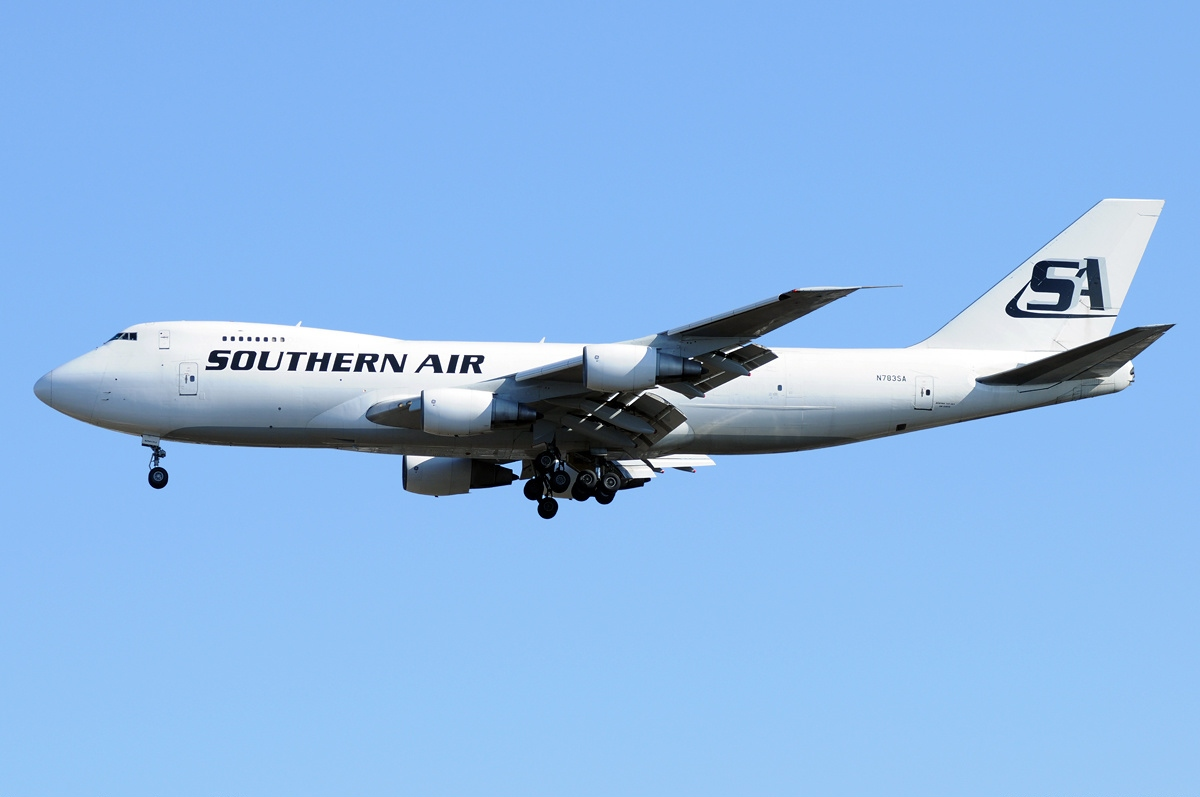
ボーイング747-200F
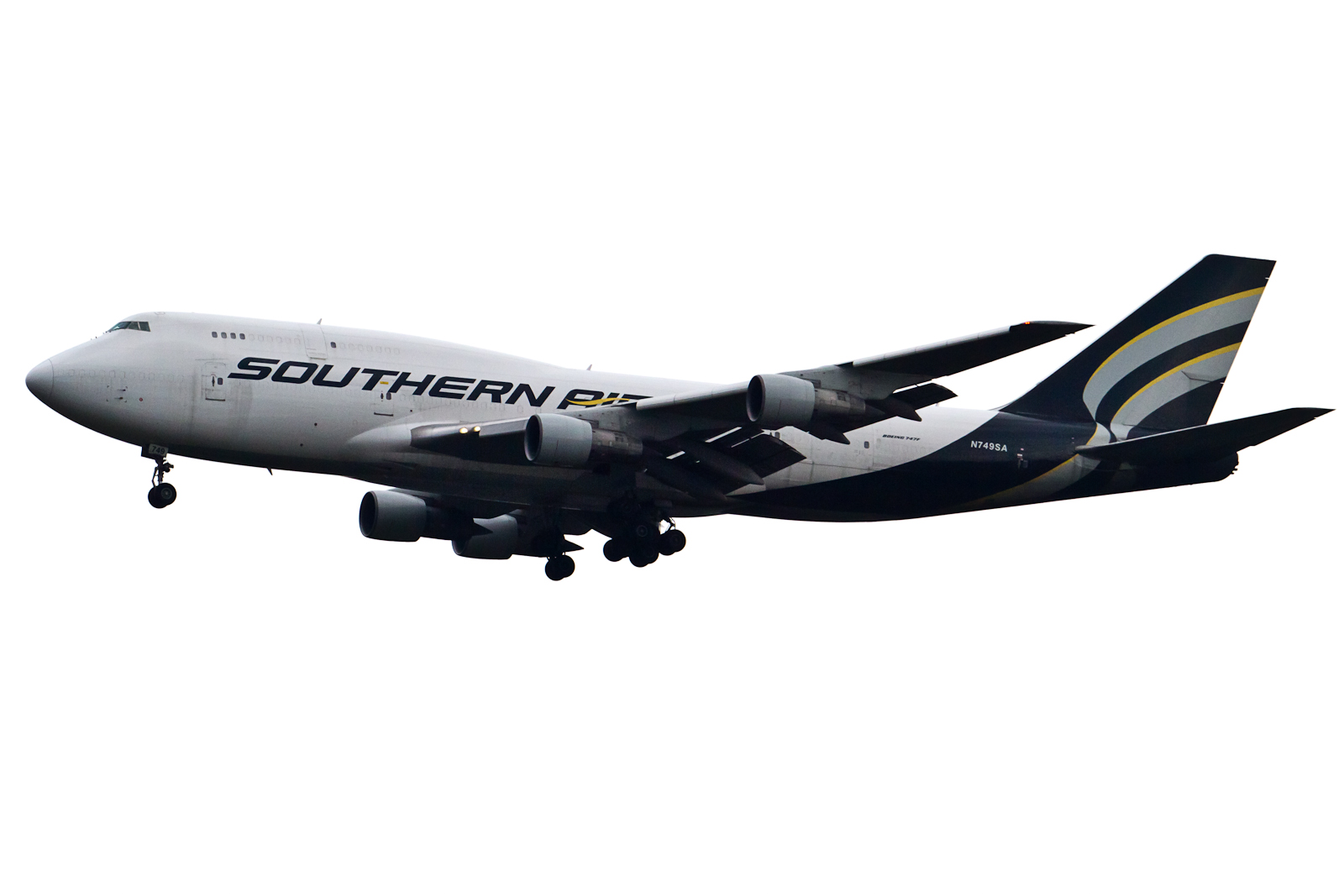
ボーイング747-200M
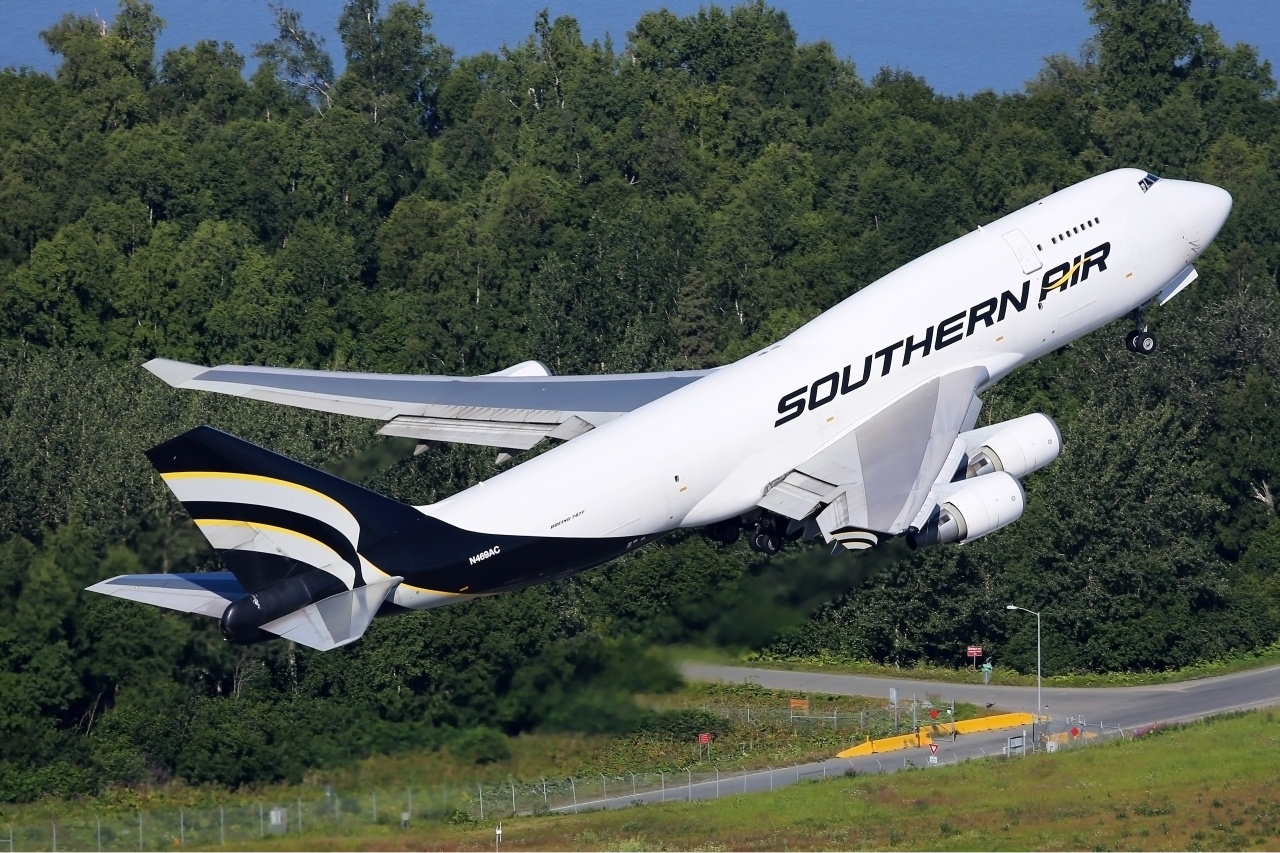
ボーイング747-200SF
- ボーイング747-300
- ボーイング747-300SF
- ボーイング747-400BDSF
- ボーイング747-400ERF

- ボーイング747-200
- ボーイング747-200F
- ボーイング747-300F
- ボーイング747-400F